# Avignonská škola
Avignonská škola (École d'Avignon) je označení pro malíře pracující na papežském dvoře v Avignonu ve 14. a 15. století. 

## První Avignonská škola

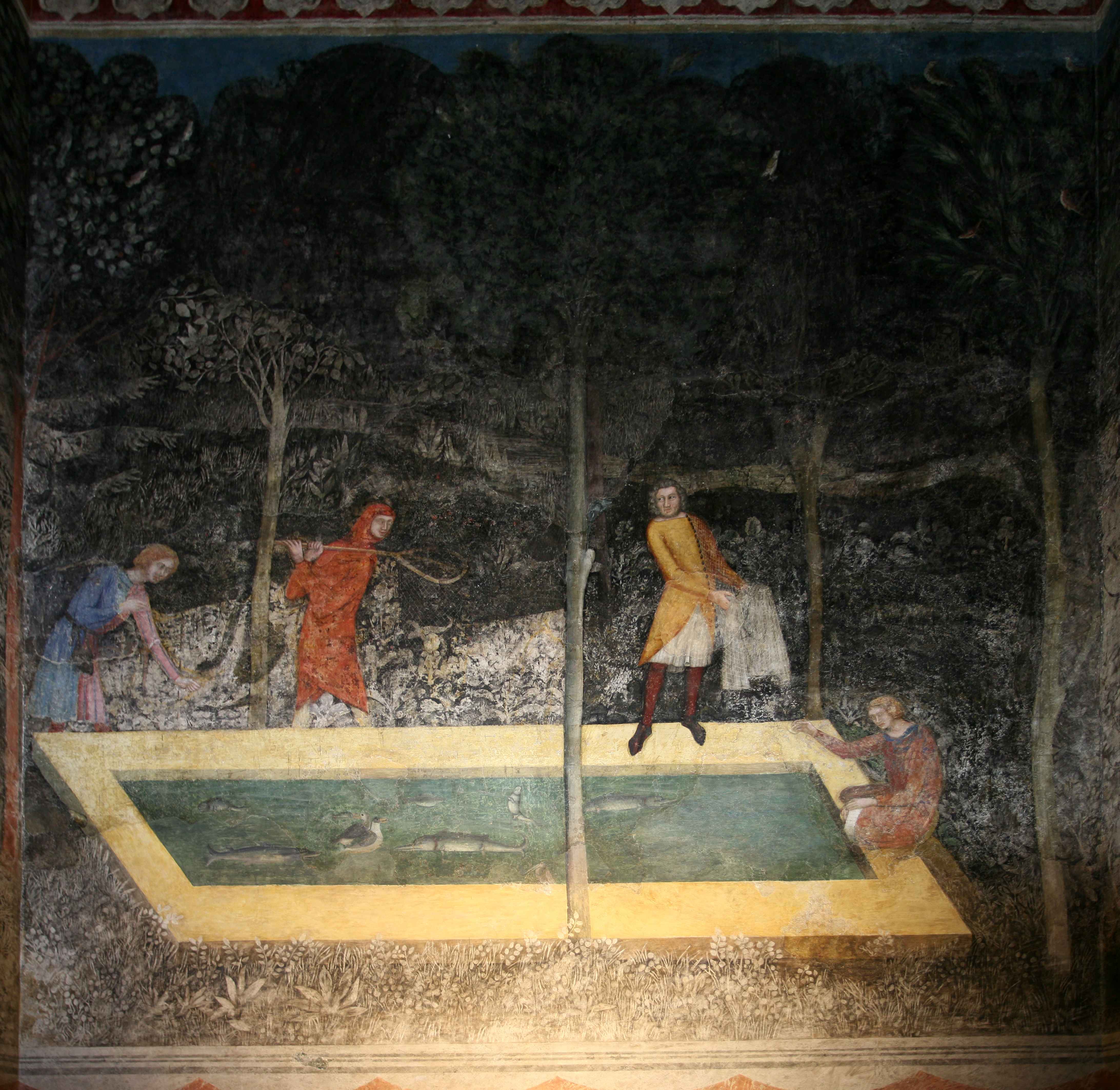
Sál s jelenem - vodní nádržka (freska)

V roce 1309 papež Klement V. přestěhoval do Avignonu z Říma celý papežský dvůr. Toto období je označováno jako Avignonské zajetí. V pořadí třetí avignonský papež Benedikt XII. a jeho nástupce Klement VI. vybudovali přepychový palác (Palais des Papes) a přivedli italské umělce, kteří jsou označováni jako první Avignonská škola. Od roku 1336 se v Avignonu trvale usadil Simone Martini a také Ital Matteo di Giovanetto da Viterbo. S nimi působil na papežském dvoře místní malíř Robin de Romans, který je patrně autorem fresek se sekulárními náměty. Uvádí se, že v Avignonu působil také Giotto. Avignon až do 15. století představoval enklávu italského stylu malby.

## Druhá Avignonská škola

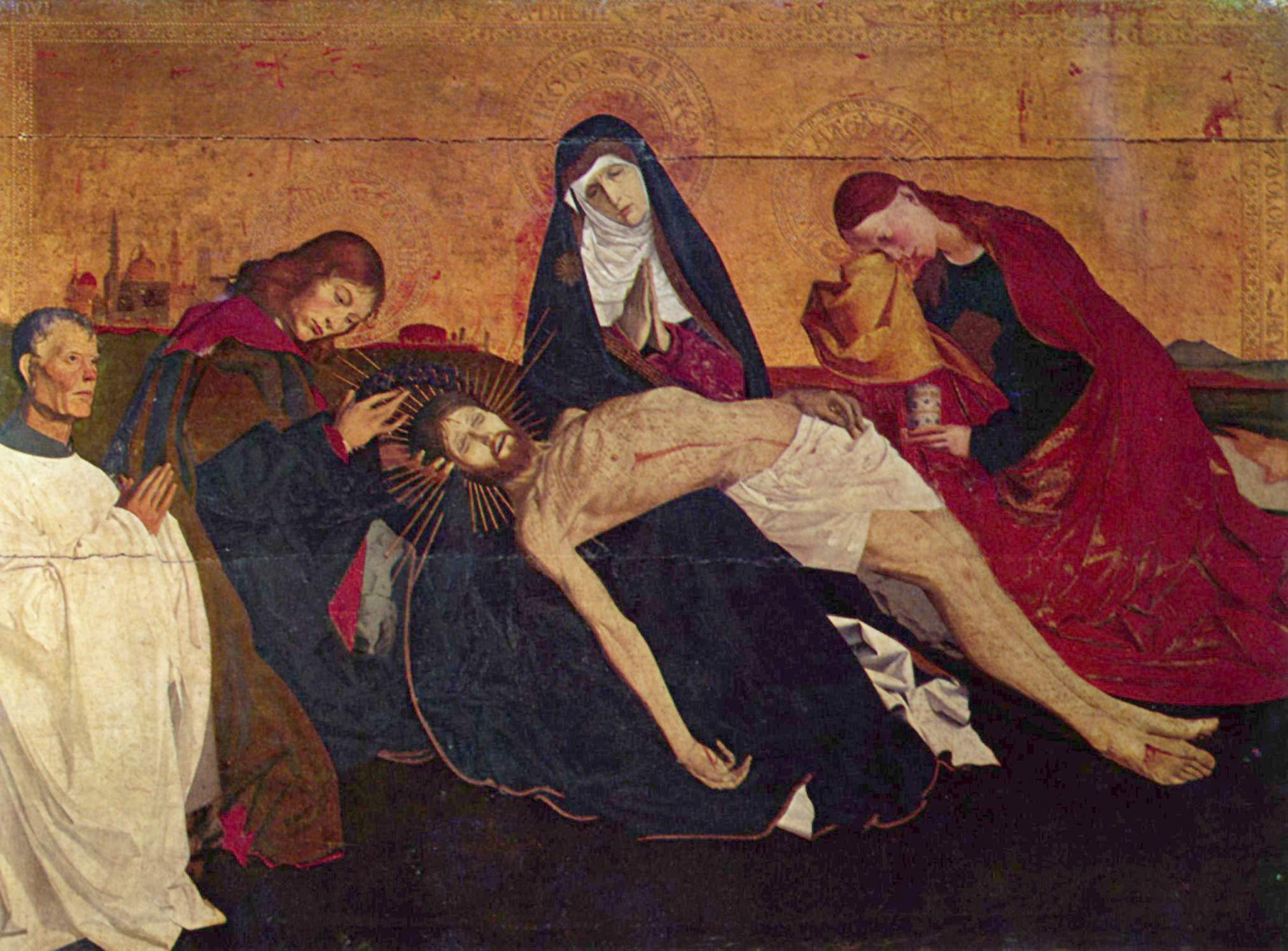
Enguerrand Quarton, La Pietà de Villeneuve-lès-Avignon (c. 1455)

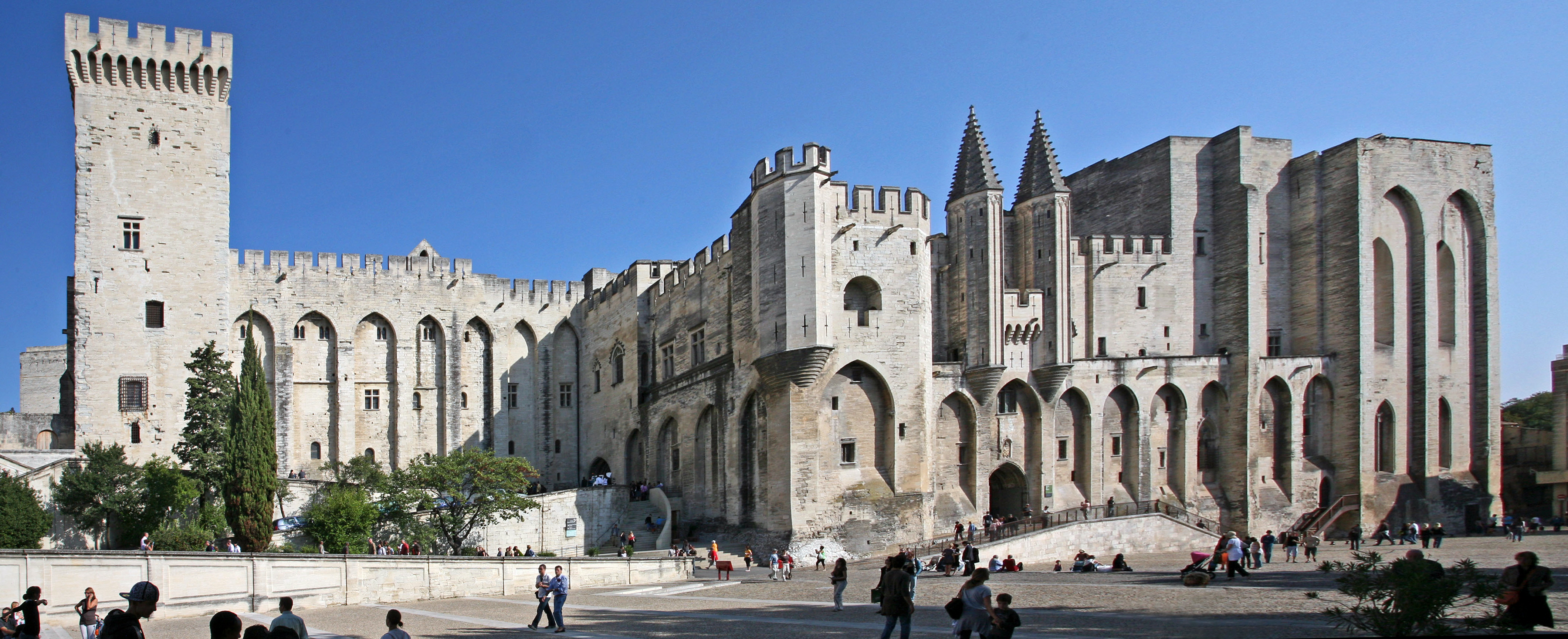
Papežský palác v Avignonu

Umělci druhé Avignonské školy, jako Barthélemy d'Eyck, Nicolas Froment a Enguerrand Quarton pak přinesli do francouzského malířství podněty nizozemské realistické malby. U řady děl, dříve přisuzovaných těmto umělcům, však bylo autorství později zpochybněno a druhá Avignonská škola již nepředstavuje jasně definovanou stylistickou entitu. 

### Papežové sídlící v Avignonu
Roku 1309 přesídlil do Avignonu papež Klement V., který byl předtím arcibiskupem v Bordeaux. Pevnost a papežská rezidence byla postavena v letech 1334 až 1363. Papež Urban V. nakrátko přesídlil do Říma, ale vrátil se do Avignonu, kde zemřel. Až jeho nástupce Řehoř XI. roku 1377 přenesl sídlo papeže zpět do Říma a v Avignonu ponechal jako svého zástupce papežského legáta.
- 1309–1314 Klement V
- 1316–1334 Jan XXII
- 1334–1342 Benedikt (Benoît) XII
- 1342–1352 Klement VI
- 1352–1362 Innocent VI
- 1362–1370 blahoslavený Urban (Urbain) V
- 1370–1378 Řehoř (Grégoire) XI
- 1378–1394 ’antipapež Klement VII
- 1394–1423 ’antipapež Benedikt (Benoît) XIII